# Canton de Saint-Privat
Le canton de Saint-Privat, ou canton de Servières jusqu'en 1864, est une ancienne division administrative française située dans le département de la Corrèze, en région Limousin.

## Histoire
Le canton de Servières est l'un des cantons de la Corrèze créés en 1790, en même temps que la plupart des autres cantons français. Il a d'abord été rattaché au district de Tulle avant de faire partie de l'arrondissement de Tulle.
En 1864, le chef-lieu du canton qui était à Servières est transféré à Saint-Privat, et le canton prend donc le nom de canton de Saint-Privat.

### Redécoupage cantonal de 2014-2015
Par décret du 24 février 2014, le nombre de cantons du département passe de 37 à 19, avec mise en application aux élections départementales de mars 2015. Le canton de Saint-Privat est supprimé à cette occasion. Ses dix communes sont alors rattachées au canton d'Argentat.

## Géographie
Ce canton était organisé autour de Saint-Privat dans l'arrondissement de Tulle. Son altitude variait de 176 m (Hautefage) à 687 m (Auriac) pour une altitude moyenne de 548 m.

## Représentation

### Conseillers d'arrondissement (de 1833 à 1940)
| Période                                  | Période | Identité                   | Étiquette | Qualité |
| ---------------------------------------- | ------- | -------------------------- | --------- | --- |
| 1833                                     | 1848    | Géraud Jurbert (1789-1854) |           | Juge de paix à Servières, propriétaire à Darazac                                                            |
|                                          |         |                            |           | |
| 1925                                     |         | Henri Condamine            | Radical   | |
|                                          | 1940    | Henri Berche               | Radical   | Maire de Darazac                                                                                            |
| 1940                                     |         |                            |           | Les conseils d'arrondissement ont été suspendus par la loi du 12 octobre 1940 et n'ont jamais été réactivés |
| Les données manquantes sont à compléter. |         |                            |           | |

### Conseillers généraux de 1833 à 2015
| Période | Période           | Identité                                  | Étiquette             | Qualité |
| ------- | ----------------- | ----------------------------------------- | --------------------- | --- |
| 1833    | 1852              | Jean Vaur                                 |                       | Ex-juge de paix, propriétaire, ancien maire de Servières-le-Château                                                          |
| 1852    | 1861              | Jean Lafond de la Geneste                 |                       | Ex-juge de paix, propriétaire à La Geneste, Bassignac-le-Haut                                                                |
| 1861    | 1866              | Jean Julien Félix Cisterne                |                       | Docteur Maire de Bassignac-le-Haut                                                                                           |
| 1866    | 1871              | Jean Jules Guillaume Lafond de la Geneste |                       | Propriétaire, maire de Bassignac-le-Haut                                                                                     |
| 1871    | 1873 (décès)      | Eugène Antoine Justin Manilevé            |                       | Docteur-médecin à Rilhac-Xaintrie                                                                                            |
| 1873    | 1874              | Jean-Antoine Gary                         |                       | Notaire, maire de Rilhac-Xaintrie                                                                                            |
| 1874    | 1880              | Laurent Isidore Puex                      | Droite légitimiste    | Notaire, maire de Saint-Cirgues-la-Loutre                                                                                    |
| 1880    | 1886              | Antoine François Émile Jourde             | Républicain           | Notaire à Saint-Privat |
| 1886    | 1898              | Jean-Baptiste Chadirac                    | Républicain           | Docteur à Saint-Privat |
| 1898    | 1919              | Alphonse Mons                             | Rad.                  | Notaire Député (1907-1919) Maire de Saint-Privat (1908-1932)                                                                 |
| 1919    | 1927              | Jules Joseph Cisterne                     |                       | Docteur - Maire de Bassignac-le-Haut (1888-?)                                                                                |
| 1927    | 1930 (démission)  | Alphonse Mons                             | Rad.                  | Notaire Député (1907-1919) Maire de Saint-Privat (1908-1932)                                                                 |
| 1930    | 1935 (décès)      | Henry de Jouvenel des Ursins              | Républicain Démocrate | Journaliste Sénateur (1921-1935) Ministre (1924 et 1934)                                                                     |
| 1935    | 1940              | Jacques de Chammard                       | Rad.                  | Médecin Maire de Tulle (1925-1942) Député (1924-1936) Sénateur (1938-1940) Ancien conseiller général du Canton de Tulle-Nord |
|         |                   |                                           |                       | |
| 1945    | 1964              | Jean-René Cisterne                        | SFIO                  | Avocat à la Cour d'appel de Paris Maire de Saint-Julien-aux-Bois Suppléant du député François Var (1958-1967)                |
| 1964    | 1976              | Joseph Barbail                            | DVD                   | Médecin - Maire de Saint-Julien-aux-Bois                                                                                     |
| 1976    | 1982              | Michel Denis                              | PS                    | Médecin - Maire de Saint-Privat                                                                                              |
| 1982    | 1995              | Jean-Pierre Bechter                       | RPR                   | Sous-Préfet Député (1978-1981 et 1986-1988)                                                                                  |
| 1995    | 1996 (annulation) | Jean-Basile Sallard                       | PS                    | Enseignant Maire de Saint-Privat (2001-2008 et depuis 2014)                                                                  |
| 1996    | 2001              | Jean-Pierre Bechter                       | RPR                   | Adjoint au maire du 12e arrondissement de Paris Député (1978-1981 et 1986-1988)                                              |
| 2001    | 2015              | Serge Galliez                             | DVD puis UMP          | Médecin Maire de Saint-Privat (2008-2014)                                                                                    |

## Composition
Le canton de Saint-Privat regroupait dix communes et comptait 3 761 habitants au 1er janvier 2012.
| Nom                      | Code Insee | Intercommunalité         | Population (dernière pop. légale) |
| ------------------------ | ---------- | ------------------------ | --------------------------------- |
| Saint-Privat (chef-lieu) | 19237      | CC Xaintrie Val'Dordogne | 1 089 (2014)                      |
| Auriac                   | 19014      | CC Xaintrie Val'Dordogne | 234 (2014)                        |
| Bassignac-le-Haut        | 19018      | CC Xaintrie Val'Dordogne | 188 (2014)                        |
| Darazac                  | 19069      | CC Xaintrie Val'Dordogne | 142 (2014)                        |
| Hautefage                | 19091      | CC Xaintrie Val'Dordogne | 310 (2014)                        |
| Rilhac-Xaintrie          | 19173      | CC Xaintrie Val'Dordogne | 311 (2014)                        |
| Saint-Cirgues-la-Loutre  | 19193      | CC Xaintrie Val'Dordogne | 173 (2014)                        |
| Saint-Geniez-ô-Merle     | 19205      | CC Xaintrie Val'Dordogne | 95 (2014)                         |
| Saint-Julien-aux-Bois    | 19214      | CC Xaintrie Val'Dordogne | 476 (2014)                        |
| Servières-le-Château     | 19258      | CC Xaintrie Val'Dordogne | 649 (2014)                        |

## Démographie
| 1962  | 1968  | 1975  | 1982  | 1990  | 1999  | 2006  | 2011  | 2012  |
| ----- | ----- | ----- | ----- | ----- | ----- | ----- | ----- | ----- |
| 5 267 | 5 023 | 4 746 | 4 592 | 4 249 | 3 792 | 3 724 | 3 798 | 3 761 |